# David z Dinantu
David z Dinantu (asi 1160 – asi 1217) byl středověký panteistický filosof, působící v Paříži, vyučoval na artistické fakultě pařížské univerzity. Byl zřejmě ovlivněn jiným panteistou a pařížským profesorem Amalrikem z Bène, ale též Aristotelem, kterého vykládal ve smyslu materialistického panteismu. Pro Davida je Bůh první hmotou, potencialitou všech věcí, a všechny věci – tělesné, duchovní i věčné – jsou v podstatě mody jediné božské substance.
Za své názory byl David z Dinantu roku 1210 církevně odsouzen a nucen prchnout z Paříže. O jeho životě není mnoho známo, rovněž jeho názory se většinou dochovaly pouze jako citace v dílech Davidových odpůrců, zejména Tomáše Akvinského a Alberta Velikého, neboť Davidovy spisy byly odsouzeny ke zničení ohněm. Skutečnost, že Albert Veliký a Tomáš Akvinský považovali za žádoucí vyrovnat se s Davidovými tezemi, dokládá, jak velký byl jeho vliv.
Ve 30. letech 20. století byly objeveny dosud neznámé rukopisy, obsahující úryvky z jeho Sešitů (Quaternuli, Quaternulorum fragmenta). Tyto texty ukazují Davida též jako přírodovědce, zabývajícího se otázkami meteorologie, optiky, botaniky, biologie, fyziologickými procesy probíhajícími v lidském organizmu.